# ダウ・ケミカル
ザ・ダウ・ケミカル・カンパニー（The Dow Chemical Company）は、アメリカ合衆国ミシガン州ミッドランドに本拠を置く世界最大級の化学メーカーである。
1897年に漂白剤と臭化カリウムの製造メーカーとして誕生した。1999年にはユニオンカーバイドを930億ドルで買収し、デュポンに代わり世界最大の化学メーカーとなった。2008年にはイオン交換樹脂の製造で世界トップの無機化学メーカー、ローム・アンド・ハースを188億ドルで買収した。

## 歴史

### 黎明期

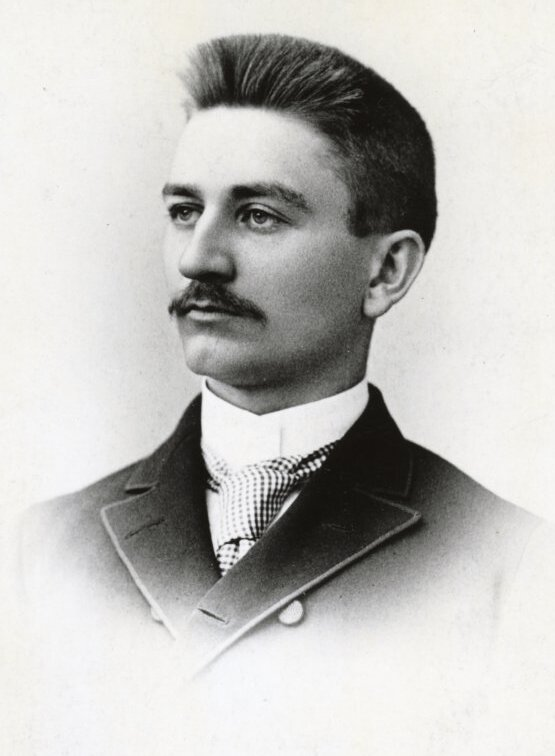
創業者であるハーバート・ヘンリー・ダウ

ダウ・ケミカルは、ハーバート・ヘンリー・ダウによって1897年に設立された。ハーバート・ヘンリー・ダウは、ミシガン州ミッドランドの地下に存在した鹹水を電気分解し臭素を効率的に抽出する方法を発明した。これにより1890年に「ミッドランドケミカル」を
1895年に「ダウプロセス」を設立し、ミッドランドに工場を建設。臭素の販売を開始した。ダウが開発した臭素の抽出方法は、それまでの鹹水を二酸化マンガンで処理する方法に比べて効率的で画期的なものであった。この際に出る廃液からマグネシウムや塩素を抽出するために設立されたのが「ダウ・ケミカル」である。1900年に3社は合併し「ダウ・ケミカル」となった。ダウは当初、漂白剤や臭化カリウムのみを販売しており、1902年には1日あたり72 トンの漂白剤の生産能力を保有した。設立当初、あるイギリスの企業がダウを漂白剤製造の業界から追放するため漂白剤の値下げを行った。それに対抗してダウも値下げや90000 ドルもの代償をかけた取り扱い品目を多様化を行い存続を図った。1905年には、ドイツの臭素の生産会社がダウのヨーロッパでの市場拡大を防ぐためアメリカに低価格で臭素を投げ売りし始めた。このときダウはドイツ企業との直接的な競争はせず、かわりにドイツ企業が販売する格安の臭素を買い取りヨーロッパに再輸出した。この行為はドイツ企業にとって不利に働いた。こうしてダウは市場拡大・取り扱い品目の多様化を図り、設立からわずか20年もの間に農業関連薬品やフェノール、塩素、染料、マグネシウムなどの大手メーカーとなった。
第一次世界大戦中、ダウはそれまでにアメリカがドイツから輸入していた多くの軍事物資を代わりに供給した。例えば、焼夷弾用のマグネシウム、爆薬用のクロロベンゼンやフェノール、薬剤や催涙ガス用の臭素といったものである。1918年までダウの製品のうち90 %が戦争努力に当てられた。この頃、ダウは現在まで用いられているダイヤモンド型のロゴを使用し始めた。戦後もマグネシウムやより燃費が良く高速である自動車用ピストンの開発を進めた。ダウのピストンは自動車レースで広く採用され、1921年のインディアナポリス500の優勝車にはダウのピストンが用いられていた。
1930年代、後にダウのピストン主力商品となるプラスチック用樹脂の製造が始まった。最初のプラスチック製品は、1935年製造のエチルセルロースで、1937年にはポリスチレンも製造された。

### 拡大期
1940年から1941年、これまで鹹水から抽出してたマグネシウムを海水から抽出するプラントをテキサス州フリーポートに建設した。フリーポートに建設したプラントはダウグループや国内でも最大級のものであった。フリーポートでは、すぐに苛性ソーダ、エチレン、塩素なども製造し始め発展した。第二次世界大戦中、ジュラルミンが航空機に用いられたことからマグネシウムの製品産業は大いに成長した。2002年から2003年の統計ではフリーポートで製造された製品はダウグループ全体の21 %にあたる270億ポンドにのぼるという。1942年、スチレンブタジエンゴムに用いられるスチレンを製造するためカナダのオンタリオ州サーニアに海外拠点を開設。戦時中、ダウ・ケミカルはコーニング社と合弁会社「ダウコーニング」を設立し、軍事用のシリコン（後に一般販売向け）の製造を開始した。
1942年、アメリカ東海岸で唯一海水から臭素を製造するエチルダウ社（Ethyl-Dow Chemical Co.）のプラント（ノースカロライナ州キュアビーチに所在）がドイツのUボートによって攻撃された。
戦後、ダウ・ケミカルは海外進出を図り、1952年に日本に初の子会社を設立した。以後すぐに他国にも子会社を設立していった。1953年、プラスチック事業の成長を基にサランラップを皮切りに消費者向け製品の部門を開設した。化学製品及びプラスチック製品の売上増大により、1964年には10億ドル、1972年には20億ドルの売上高を越えた。

### 核兵器
1951年から1975年にかけて、コロラド州デンバー近郊にロッキーフラッツを操業した。ロッキーフラッツは核兵器の製造施設であり、プルトニウム誘発の水素爆弾を製造した。ダウ・ケミカル操業下のロッキーフラッツは、汚染と核廃棄物の漏洩に悩まされた。1957年、施設内で火災がプルトニウム粉塵を焼き、放射性物質が大気に放出された。1975年、アメリカ合衆国エネルギー省が施設の運営をロックウェル・インターナショナルに移管した。
1990年、周辺住民が周辺地域が汚染を受けたとしてダウ・ケミカル及びロックウェル・インターナショナルに対し集団訴訟を起こした。この訴訟は2017年に和解が成立し、3億7500万ドルの和解金が支払われた。上級裁判所によれば、集団訴訟が起こされた地域の所有物に対する被害や身体的影響は確認されてないという。

### ベトナム戦争

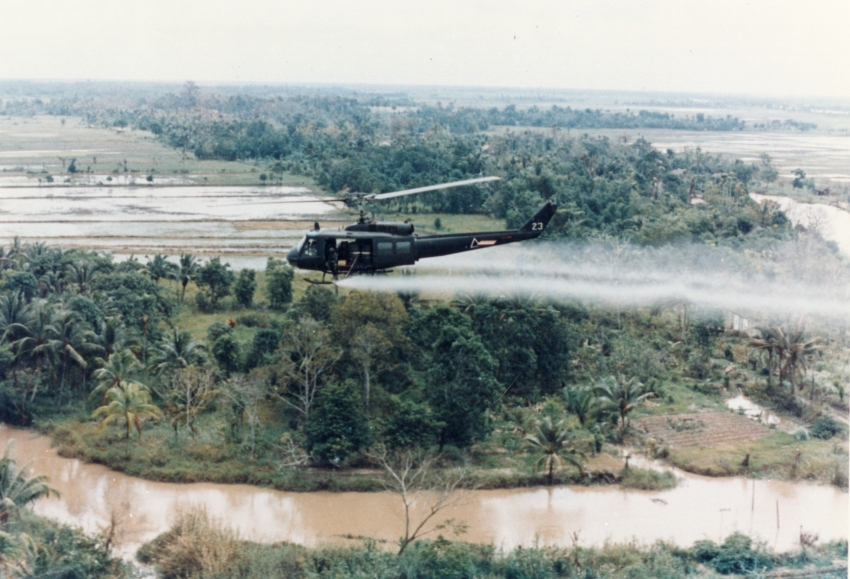
アメリカ軍はベトナム戦争中農地に枯葉剤を散布した。

アメリカ軍はベトナム戦争中、北ベトナムにナパーム弾を投下した。ダウ・ケミカルは1965年からアメリカ政府と契約しナパームBを製造をした企業の一つであった。反対や否定的な意見により他の企業は製造を中止したため、ダウが唯一の製造企業となった。反戦団体によるボイコットや嫌がらせにあったが、ダウは1969年までナパームBの製造を続けた。アメリカは1973年までナパーム弾の投下を続けた。
ダイオキシンを含む枯葉剤であるオレンジ剤の製造を行ったのもダウであった。オレンジ剤は、ニュージーランドのニュープリマス、ミシガン州ミッドランドで製造され、マラヤ危機中イギリス軍やベトナム戦争中のアメリカ軍で使用された。2005年、ベトナムの枯葉剤による被害者がダウ・ケミカル及びモンサントに対し訴訟を起こしたが、退けられた。2012年、モンサントは、ウェストバージニア州ニトロの元モンサント社の社員や市民による訴訟に対して9300万ドルの和解金を支払った。

### ダウコーニングに対する訴訟
豊胸手術に用いられるシリコンの主要メーカーであるダウコーニングは、インプラトの破裂により被害を受けたとして提訴された。2005年10月6日、同社に対する未解決の訴訟はすべて退けられた。全米医学アカデミーなどの多くの科学的な文献によれば乳房インプラトが乳がんやその他の疾患を引き起こすことはないと示している。

### ボパール化学工場事故

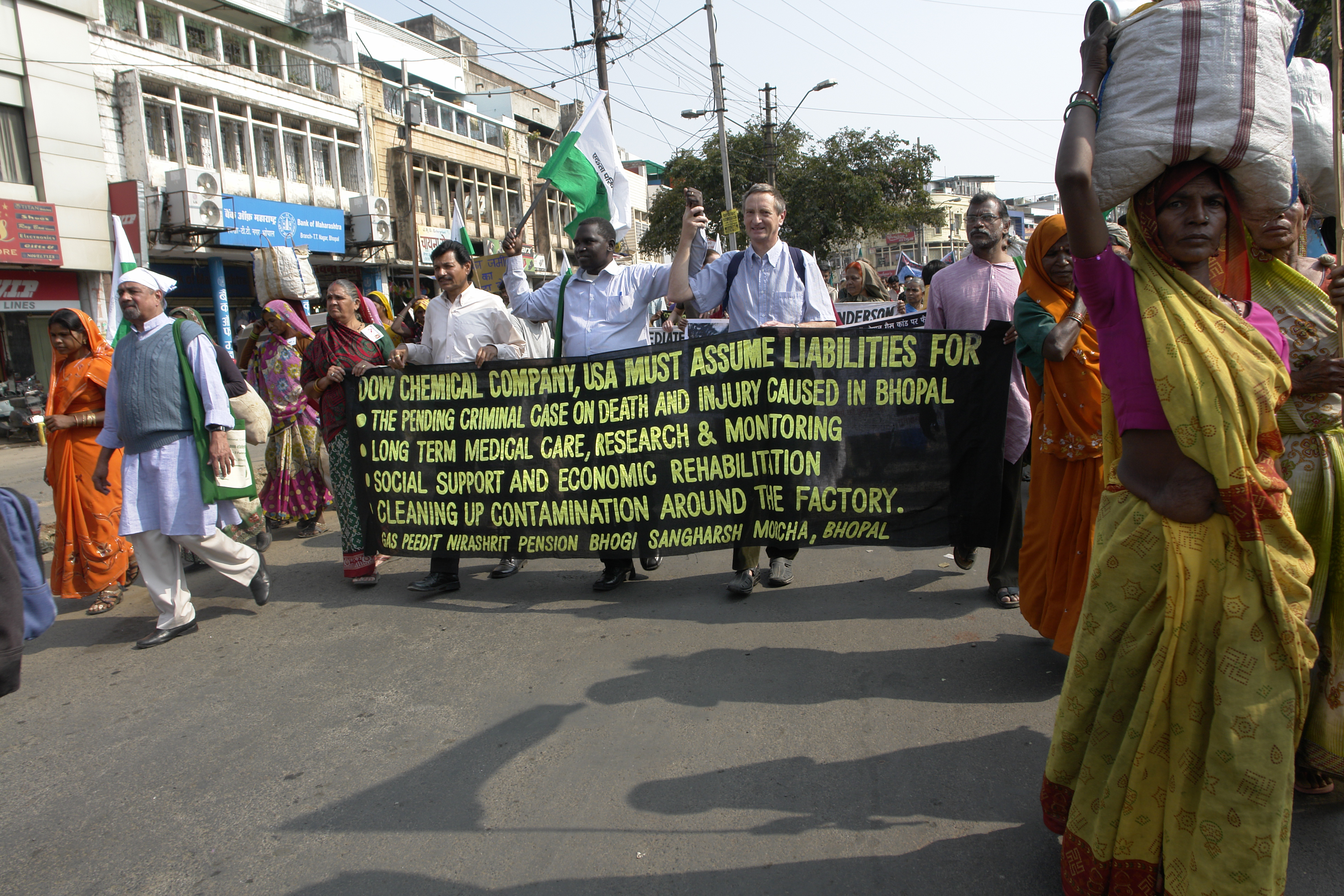
ダウ・ケミカルに対する横断幕（2010年、インドボパール）

2001年、ユニオンカーバイドはダウ・ケミカルの子会社となった。ダウ・ケミカルがユニオンカーバイドを吸収合併する17年前の1984年、ユニオンカーバイドの子会社「ユニオンカーバイドインディア」の殺虫剤製造プラント（インドボパール）でボパール化学工場事故が発生した。イソシアン酸メチルを含んだ気体がプラントの周辺地域に噴霧され、およそ50万人に曝された。現在でも、正確な死者数は分かっていない。公式の発売によれば死者数は2259人で、マディヤ・プラデーシュの行政府は3787人がガス噴霧に関連して死亡したことを確認している。ユニオンカーバイドはインド政府から訴訟を受け、1989年に4億7000万ドルの和解金を支払うことで合意した。2010年、ユニオンカーバイドインディアの8人の重役の過失が認められ、有罪となった。活動家はダウ・ケミカルに対して、現在マディヤ・プラデーシュ行政府の管理下にある工場の継続的な洗浄の責任があるとしている。

### DBCP
1970年代後半まで、ダウ・ケミカルは1,2-ジブロモ-3-クロロプロパン（通称：DBCP）を燻蒸剤や殺線虫剤として販売していた。1970年代後半からDBCPの危険性について認知され、アメリカ合衆国内での使用は禁止となり販売した製品も回収された。しかしドール・フード・カンパニーがDBCPを供給するようダウに要求したため、結果的に供給することとなった。ドール社は、南アメリカのバナナ農園でDBCPを使用し続けた。
プランテーションの労働者は、これらの商品が不妊や深刻な病気を引き起こしていると主張し、ダウ・ケミカルとドール社をニカラグアの裁判所に提訴した。裁判所は原告に6億ドルの賠償を認めたが、会社から賠償金は支払われなかった。2007年11月5日、原告はアメリカロサンゼルスの裁判所に再び訴訟を起こし320万ドルの賠償の判決が出たが、ダウとドールは上訴した。その後ニカラグアの弁護士が不正に原告を雇い詐欺や強要を行ったことや実験データに実際にはドール社で働いてない人物が含まれるなどの改竄が判明したため、2009年4月23日にこれら二つの判決は棄却された。このような経緯により、DBCPの被害に関する訴訟には疑念が残る結果となった。

### 合併と分割

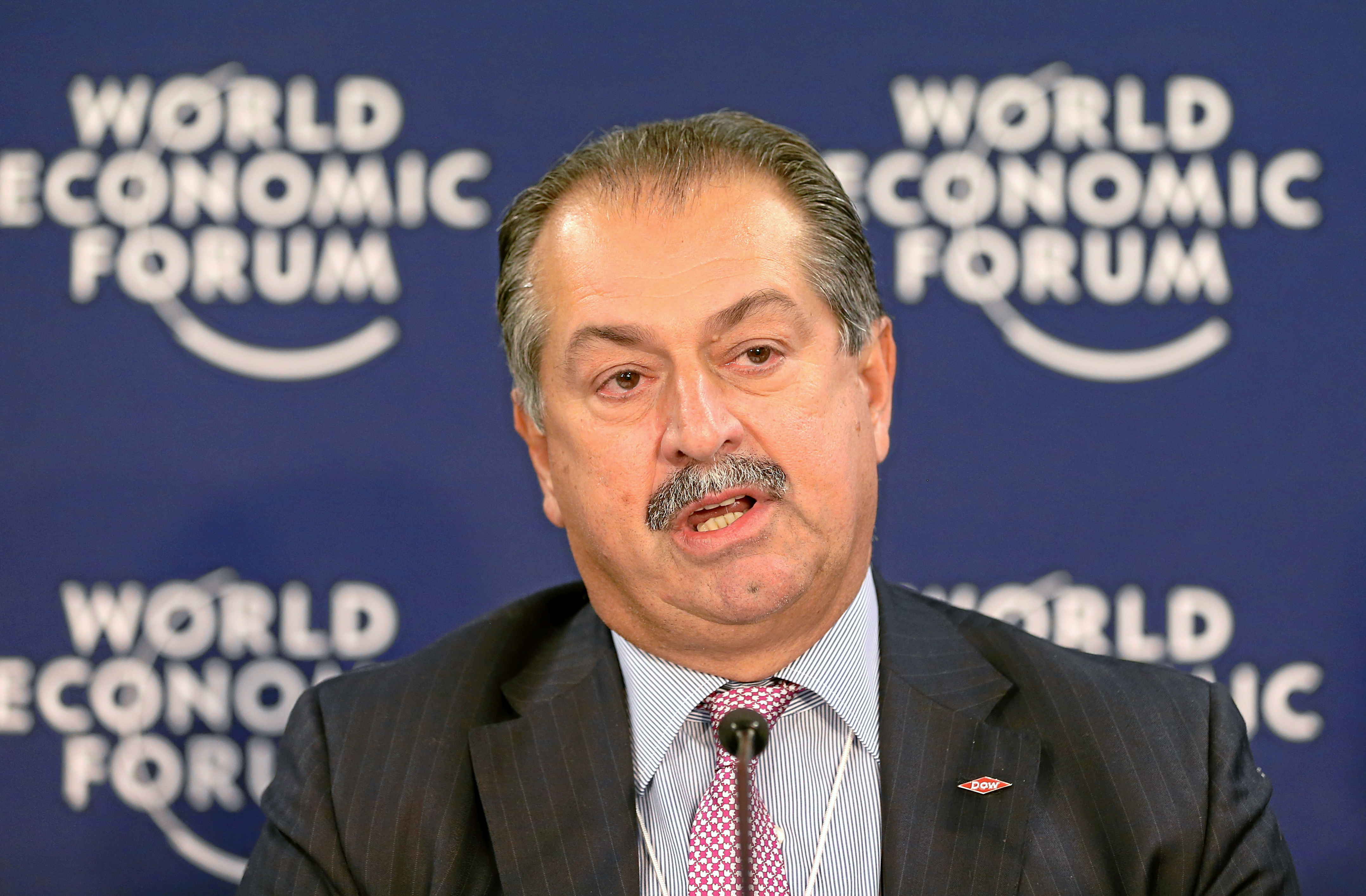
アンドリュー・N・リバリス

2015年12月11日、全額株式交換でデュポンと合併することを発表した。合併により誕生した企業は「ダウ・デュポン」となり、推定価値は1300億ドルとなった。新会社の株式は両社の株主に等しく保有され、両社の本社（ミッドランド、デラウェア）でそれぞれ運営された。ダウ・ケミカルのCEOアンドリュー・N・リバリスは会長に、デュポンCEOのエドワード・D・ブリーンはCEOにそれぞれ就任した。2017年1月まで規制当局の承認を待ち、合併は二度に渡り延期された。
また同時にダウは、ダウコーニングを48億ドルとヘムロック半導体社（Hemlock Semiconductor Corporation）の株式約40 %で合併することを発表した。
しかし合併が完了して二年以内にダウ・デュポンは、農業・化学・特殊化学製品に焦点を当てた三社に分割されることとなった。2019年、ダウ・デュポンは合併を解消し、スピンオフする形でダウ（Dow Inc.）が設立された。 ダウはその時点から上場企業となり、ダウ・ケミカルの直接の親会社となった。

## 関連会社
- ダウ・ジャパン・ホールディングス株式会社 - 2016年10月19日「TULP日本合同会社」として設立。2018年、CHPM日本（現・ダウ・ケミカル日本）の管理事業をローム・アンド・ハース電子材料から継承。同年6月6日に現社名に変更。本社は、東京都品川区東品川2丁目2番24号。
- ダウ・ケミカル日本株式会社 - 当社（以下、米国本社）の日本法人。ダウ・ジャパン・ホールディングスの完全子会社。
  - 2016年9月20日、ダウ・ケミカル日本の組織分割に伴い「CHPM日本合同会社」として設立。2017年、ダウ・ケミカル日本の化学品等事業を継承。2018年6月6日、株式会社に改組[8]。2019年2月1日、現行社名に変更[8]。本社は、東京都品川区東品川2丁目2番24号[8]。資本金4億円。化学製品の製造、輸入、販売などを行う。
- ダウ・アグロサイエンス日本株式会社 - 1974年設立。旧社名は「ダウ・ケミカル日本」。
  - 米国本社の日本法人として中心的な役割を果たしてきた。2017年8月1日に組織が分割され、農業関連事業のみを引き継ぎ、現社名に変更。同時にその他の事業をCHPM日本（現・ダウ・ケミカル日本、上記）に継承した。なお本社は2018年10月2日に東京都品川区東品川2丁目2番24号から東京都千代田区永田町2丁目11番1号に移転している。
- 日本アクリル化学株式会社 - ダウ・ケミカル日本の完全子会社[9]。本社はダウ・ケミカル日本と同じく東京都品川区東品川2丁目2番24号[10]。1962年12月設立[11]。旧・「日本アクリル化学工業」。
  - もとはローム・アンド・ハース・ジャパン（現・DDPスペシャルティ・プロダクツ・ジャパン）の関連法人であったが、2008年にローム・アンド・ハースがダウ・ケミカル傘下に入ったため、ダウ・ケミカル日本の子会社となった。自動車の車体や建築物の塗装材（アクリルエマルション、アクリル樹脂）などの化学製品を製造[12]。
  - 愛知県名古屋市港区船見町に唯一の生産拠点である名古屋工場を保有していたが、国内需要の落ち込みから2020年9月に閉鎖した[9]。
- ダウ・東レ株式会社 -  東レとダウ・シリコーン・ホールディング・ジャパンとの合弁会社。シリコーンを中心とする素材の研究開発、製造、販売を行う。2018年6月22日設立。
- ダウ・シリコーン・ホールディング・ジャパン合同会社 - 2016年9月28日、「ピーク・スペシャルティ・ポリマーズ日本」として設立。2018年6月12日、現社名に変更。ダウ・東レの株式の65%を保有。本社は、東京都品川区東品川2丁目2番24号。
- ローム・アンド・ハース電子材料株式会社 - 旧ローム・アンド・ハースの完全子会社。プリント基板用のめっき薬品の製造・販売などの特殊化学品事業を行っている。1976年1月設立、本社は東京都千代田区永田町2丁目11番1号。資本金4億6000万円。新潟県阿賀野市に笹神工場を保有する。2016年8月1日に日本リーロナール有限会社[注釈 4]を吸収合併。
- DDPスペシャルティ・プロダクツ・ジャパン株式会社 - 旧ローム・アンド・ハースの日本法人。イオン交換樹脂や接着剤などの製造を福島県相馬市など日本国内3箇所の工場で行っている。
  - 1956年に「東京有機化学工業」の名称でローム・アンド・ハースと日本企業の合弁会社として東京都北区に設立[13]。1991年、ローム・アンド・ハースの完全子会社化[13]。1993年東京工場を閉鎖、同年相馬工場を操業開始[13]。1995年に社名を「ローム・アンド・ハース・ジャパン」に変更[13]。2009年、ダウ・ケミカル傘下入り[13]。
  - 2017年8月1日、社名を一時的に「ダウ・ケミカル日本」に変更。2019年2月1日、現社名に変更。同年2月5日、本社を東京都品川区東品川2丁目2番24号から東京都千代田区永田町2丁目11番1号に変更。
- ニッタ・ハース株式会社 - ゴムベルトメーカーのニッタと旧ローム・アンド・ハースの合弁企業。シリコンウェハー用の研磨パッド・研磨剤の製造・販売を行っている。
- ダウコーニング - コーニングと折半出資の元合弁企業で、2016年よりダウの完全子会社。シリコーンなどの製造を行う。

### 過去の関連会社
- デュポン・スタイロ株式会社 - 1982年5月25日にダウ・ケミカル日本（現・ダウ・アグロサイエンス日本）と住友化学との共同出資で「ダウ化工」として設立。2019年5月1日、ダウ・デゥポンの会社分割に伴い現社名に変更し、デュポンと住友化学の出資会社となる。同時に、本社を東京都品川区東品川2丁目2番24号から東京都千代田区永田町2丁目11番1号に移転。米国本社独自の技術が採用されている建築資材・スタイロシリーズの製造・販売を行う。
- 旭ダウ - 旭化成工業（現・旭化成）との合弁企業。サランラップなどの製造発売元だったが、1982年に合弁を解消し、法人としては旭化成工業に吸収合併された。
- 住友ダウ - 住友化学との折半出資。2010年9月末にダウ・ケミカル保有の同社株式をスタイロンホールディングB.V.へ譲渡、2011年4月に住化スタイロン ポリカーボネート株式会社へ商号変更。なお旧会社（旧・住友ダウ）については日本A&L（住友化学と三井化学の合弁（出資比率 - 17：3））も参照。
- NUC - 旧「日本ユニカー」。東燃化学とユニオンカーバイド（のちに同社が買収し子会社となる）の共同出資。2013年7月に東燃ゼネラル石油（現：ENEOS）の完全子会社となる。
- ニチゴー・モートン - 日本合成化学工業と旧ローム・アンド・ハースの合弁企業。プリント基板用の保護フィルム・樹脂の製造販売を行っている。
- 東洋モートン - 東洋インキ製造と旧ローム・アンド・ハースの合弁企業。包装資材用接着剤の製造・販売を行っている。